# Loma de Pandasco
La Loma de Pandasco es una montaña de la sierra de Guadarrama (perteneciente al sistema Central). Administrativamente se encuentra entre los términos municipales de Manzanares el Real, en su cara sur, y Rascafría, en su cara norte. Estos dos municipios se encuentran en el noroeste de la Comunidad de Madrid (España). La Loma de Pandasco tiene una altitud de 2247 metros y pertenece al cordal montañoso de Cuerda Larga. Está situada entre las montañas de Cabezas de Hierro, que queda al oeste, y Asómate de Hoyos, que está al este. El perfil de esta montaña es muy poco sobresaliente, por lo que pasa bastante desapercibida en el conjunto de Cuerda Larga y se la puede considerar como un tramo del cordal montañoso al que pertenece. 

## Descripción
La cara norte de la Loma de Pandasco vierte sus aguas a la zona alta del Valle del Lozoya, mientras que su vertiente sur pertenece a la Garganta del Manzanares. Hasta una altura de unos 1900 metros de altitud sus laderas están cubiertas principalmente por bosques de pino silvestre, más denso en la cara norte. A partir de la citada cota el pinar deja paso a canchales y zonas con matorrales rastreros de alta montaña, como el piorno serrano y el enebro rastrero. 
La ascensión más corta se hace por el camino que sale del aparcamiento de la estación de esquí de Valdesquí (1860 m). Este sendero asciende hacia el sureste zigzagueando hasta alcanzar el camino de Cuerda Larga en una zona muy próxima a la cima del Cerro de Valdemartín. En ese punto se sigue por la travesía de Cuerda Larga avanzando hacia el este. Pasadas las Cabezas de Hierro se alcanza el punto más alto de la Loma de Pandasco. El recorrido es de unos 6,40 km (solo ida) y el desnivel acumulado de casi 600 metros.